# Patrício da Silva
Patrício da Silva OESA (ur. 15 października 1756 w Pinheiros, zm. 3 stycznia 1840 w Lizbonie) – portugalski duchowny rzymskokatolicki, augustianin, arcybiskup Évory, patriarcha Lizbony, kardynał.

## Życiorys
21 grudnia 1780 przyjął święcenia prezbiteriatu i został kapłanem Zakonu Świętego Augustyna.
3 maja 1819 wybrany arcybiskupem Évory, co zatwierdził 21 lutego 1820 papież Pius VII. 30 kwietnia 1820 przyjął sakrę biskupią z rąk biskupa Guardy José António Pinto de Mendonça Arraisa.
Podczas konsystorza 27 września 1824 papież Leon XII mianował go kardynałem prezbiterem. Nie objął kościoła tytularnego. 2 stycznia 1826 mianowany patriarchą Lizbony, co papież zatwierdził 13 marca 1826. Nie uczestniczył w konklawe zarówno w 1829 jak i w 1830–1831.